# Trasfigurazione (Pordenone)
La Trasfigurazione è un dipinto a tempera su tavola (93x64 cm) del Pordenone, databile al 1515-1516 circa e conservato nella Pinacoteca di Brera di Milano.

## Storia

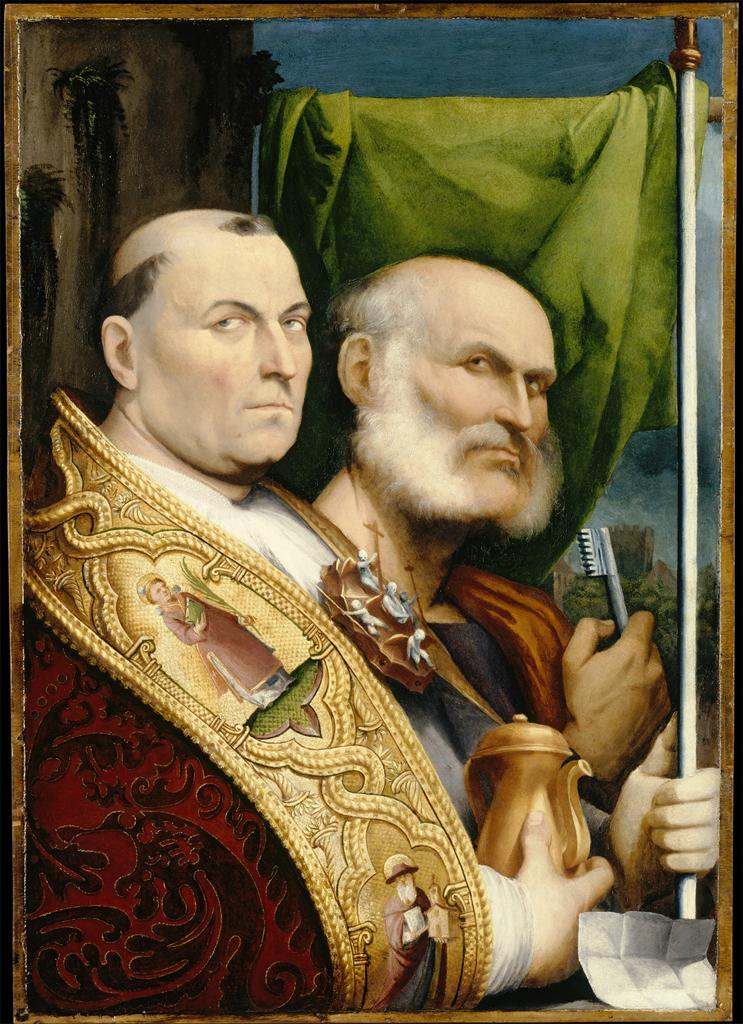
Raleigh - North Carolina Museum of Art - San Prosdocimo e san Pietro

Il pannello era originariamente lo scomparto centrale di un trittico eseguito per la chiesa di San Salvatore di Collalto, vicino a Treviso. Ai lati presentava due tavole con coppie di santi: Prosdocimo e Pietro nel North Carolina Museum of Art e Giovanni Battista e Girolamo oggi disperso.

## Descrizione e stile
Su una montagnola, rappresentante il Monte Tabor, Cristo si manifesta nella sua natura divina, vestito di una smagliante veste bianca e affiancato dalle apparizioni di Mosè (a sinistra, vestito di rosso) e Elia (a destra, vestito di verde). In basso gli apostoli sono sconvolti dall'evento sovrannaturale, contorcendosi e coprendosi il viso con le mani, oppure rotolando via come sconvolti da un'esplosione d'energia.
I colori intensi mostrano una stesura "morbida", che dimostra l'avvicinamento ai modi di Giorgione.